# Oscar Gross Brockett
Oscar Gross Brockett est un historien du théâtre américain, professeur à l'Université du Texas à Austin, né le 18 mars 1923 à Hartsville dans le Tennessee et mort le 7 novembre 2010 à Austin (Texas).

## Publications
- Oscar Gross Brockett, Studies in Theatre and Drama. Essays in Honor of Hubert C. Heffner, The Hague, Mouton, 1972.